# Comostolopsis convalescens
Comostolopsis convalescens là một loài bướm đêm trong họ Geometridae.